# Tekle Haymanot I
Tekle Haymanot I, död 1708, var kejsare av Etiopien mellan 1706 och 1708.